# Гај (Горњи Вакуф-Ускопље)
Гај је насељено место у Босни и Херцеговини у општини Горњи Вакуф-Ускопље. Административно припада Федерацији Босне и Херцеговине, односно њеном Средњобосанском кантону. Према попису становништва из 2013. у насељу је било 87 становника, а већинско становништво у насељу били су Бошњаци.

## Становништво
По последњем службеном попису становништва из 2013. године у насељу Гај живело је 87 становника, а село је било етнички хомогено са већинском бошњачком популацијом.
| Националност | 2013. | 1991.        | 1981.        | 1971.       |
| Бошњаци      | —     | 227 (70,68%) | 165 (64,45%) | 58 (42,45%) |
| Хрвати       | —     | 88 (27,24%)  | 84 (32,81%)  | 78 (57,35%) |
| Срби         | —     | 4 (1,23%)    | 1 (0,39%)    | 0           |
| Југословени  | —     | 0            | 1 (0,39%)    | 0           |
| Црногорци    | —     | 0            | 5 (1,95%)    | 0           |
| остали       | —     | 4 (1,23%)    | 0            | 0           |
| Укупно       | 87    | 323          | 256          | 126         |